# Dinar croata
El dinar croata fue una moneda utilizada en Croacia entre el 23 de diciembre de 1991 y el 30 de mayo de 1994. El código ISO 4217 utilizado era el HRD.
El dinar croata sustituyó al dinar yugoslavo y a su vez fue sustituido por la kuna croata.

## Historia
El 23 de diciembre de 1991, el dinar croata reemplazó a la par al dinar yugoslavo. Fue una moneda de transición introducida tras la declaración de independencia de Croacia. Durante su existencia, el valor del dinar disminuyó en un factor de aproximadamente 70.
El 30 de mayo de 1994, el dinar fue sustituido por la kuna a razón de 1 kuna = 1.000 dinara. La moneda no se utilizó en los territorios ocupados que comprenden la República Serbia de Krajina.

## Billetes
El anverso de todos los billetes era el mismo, con una fotografía del científico croata de Dubrovnik Ruđer Bošković. Los billetes de hasta 1.000 dinaras tenían la catedral de Zagreb en el reverso. Las denominaciones más altas presentaban en el reverso la escultura Historia de los croatas de Ivan Meštrović.